# Trio Grigoriu
Trio Grigoriu a fost o formație românească de muzică ușoară, înființată în 1946 la București. Membrii ei sunt frații Grigoriu, originari din Brăila, toți trei cântăreți.
Numele lor sunt:

- Angel (1925-2001)

- George (1927-1999)

- Cezar (1929-1978), căsătorit cu Constantina (Tanți) Gheorghiu-Dej (una din fiicele lui Gheorghe Gheorghiu Dej).
Trioul interpretează mai întâi jazz, apoi muzică ușoară. Compozițiile proprii (semnate de George Grigoriu, pe versurile lui Angel Grigoriu) apar de la finele anilor 1950 și se bucură de un succes foarte mare la public. Subiectele abordate în cântece sunt atât unele „obligatorii” (propagandistice, impuse de conducerea socialistă a țării), cât și altele naive, distractive.
Astăzi, Trio Grigoriu sunt cunoscuți mai ales prin piesele „Broscuța Oac” (1957) și „Macarale” (1961).

## Începuturi
Tatăl celor trei frați, pe nume Radu Grigoriu, era de profesie violonist; el s-a preocupat de educația muzicală a lui George de timpuriu. Încă din perioada liceului (în Brăila), George și Angel Grigoriu au cântat în mai multe formații vocale. În 1945, George se înscrie în Conservatorul bucureștean, la secția canto-operă. Un an mai târziu, formula de doi este completată de Cezar Grigoriu, astfel înființându-se trioul. Formația începe să cânte la Radiodifuziune, mai întâi în formula de trei, apoi în cvartetul numit 3+1 (Trio Grigoriu și Horia Ropcea). Pianistul Bibi Alexandrescu îi alătură unui ansamblu de jazz.

## Activitate

Trio Grigoriu (rândul din față) în 1960, la TVR. În spate: M. Gogan, Valeria Gagialov, Mircea Albulescu, Margareta Pâslaru și Dorin Dron.

George Grigoriu, conducătorul formației, scrie mai întâi un număr de lucrări culte. La începutul anilor 1950, însă, el se dedică exclusiv muzicii ușoare. Primul concert în care trioul prezintă compoziții proprii are loc în 1957, alături de orchestra casei de discuri Electrecord; tot atunci își face debutul „Broscuța Oac”, una dintre cele mai cunoscute piese ale grupului. În același an se înregistrează la Electrecord discul LP Trio Grigoriu interpretează melodii de George Grigoriu. Discul se bucură de un mare succes la public.
Din acest moment, formația imprimă relativ puține preluări și numeroase piese proprii. Muzica și versurile sunt realizate de tandemul George-Angel Grigoriu; astfel, toate piesele sunt compuse și orchestrate de primul, iar cel de al doilea creează textele aproape tuturor cântecelor. Stilul vocal adoptat de Trio Grigoriu este cel al armoniei strânse (en. close harmony), preluat de la formații occidentale precum The Mills Brothers, The Andrews Sisters sau Lescano Trio. Orchestrațiile diverse reflectă evoluția muzicii ușoare, de la ritmul jazzistic de swing la dansurile latine și afro-cubane și până la începuturile muzicii rock 'n' roll.
Dată fiind popularitatea muzicii lor în România, frații Grigoriu scriu și interpretează uneori muzici comandate, propagandistice, în favoarea ideologiei socialist-staliniste („Cîntecul satelitului” – omagiază lansarea satelitului sovietic Sputnik, „Din mîine noi să facem azi”, „Macarale”).

## Ecouri în cultura de masă

#### Muzică
- In buna traditie exceptionalista, propaganda comunista a lansat un zvon potrivit căruia cântăreața americană Verdelle Smith ar fi înregistrat o versiune a cântecului „Macarale”[4].

#### Arte plastice
- Fotografa Ștefania Bocăneală a realizat o lucrare numită Macarale râd în soare argintii, făcând aluzie la versurile piesei „Macarale”.[5]

#### Presă
- Primul vers al piesei „Macarale” („Macarale râd în soare argintii”) este parafrazat adeseori în presă cu o notă ironică, confruntând entuziasmul proletcultismului cu urmările neplăcute, uneori tragice, ale abandonării multor proiecte ale epocii socialiste în România.[6] În alte cazuri, parafraza trimite la ideea generală de șantier în România, fără legătură cu perioada socialistă.[7]

## Repertoriu selectiv
În lipsa unor informații cronologice, piesele sunt ordonate alfabetic. Numele sunt redate în grafia epocii.
| - „Broscuța Oac” (inițial denumită „Broscuța îndrăgostită”; George Grigoriu/Mircea Block) - „Ce frumoasă e țara mea” - „Cine știe unde-i centru-n București?” (cu Simona Cassian) - „Cîntecul satelitului” (1959, Elly Roman/Ștefan Tita) - „Din mîine să facem azi” - „Dragoste” - „La cabana «Trei brazi»” - „Macarale” (1961, Costel Zaharia) - „Marinari” - „Ochii negri” - „Pescarul amator” - „Podul Grant” (cu Gică Petrescu) - „Povestea unui copilaș” - „Primul meu secret” (cu Gigi Marga) - „Să fim veseli” - „Serpentine” | - „Ce băiat” (compoziție cubaneză) - „Ce frumoasă-i dragostea” (Bobby Darin) - „Turtureaua” (Mandez) |